# Розенко Петро Якимович
Петро Яки́мович Розе́нко (7 (20) грудня 1907, місто Горлівка, нині Донецька область — 19 серпня 1991, місто Київ) — працівник вугільної промисловості Донбасу, український радянський політичний та громадський діяч, Голова Держплану Української РСР, заступник Голови Ради Міністрів Української РСР. Кандидат у члени ЦК КПУ в 1956—1960 р. Член ЦК КПУ в 1960—1981 р. Депутат Верховної Ради УРСР 4—9-го скликань. Депутат Верховної Ради СРСР 5—9-го скликань (у 1959—1979 роках). Член ЦК КПРС у 1961—1966 р. Кандидат у члени ЦК КПРС у 1966—1981 р. Герой Соціалістичної Праці (6.12.1977).

## Біографія
Народився в родині робітників 20 грудня (7 грудня по старому стилю) 1907 року в Горлівці (нині Донецької області, Україна). Українець.
З 1924 року працював на шахтах Донбасу. У 1924—1927 роках — гірничий робітник, кріпильник, вибійник на шахтах міста Горлівки, зокрема на шахті № 1 «Кочегарка». З 1927 року — студент Донецького гірничого інституту.
Закінчив Донецький гірничий інститут в 1931 році.
У 1931—1934 роках — інженер, начальник вентиляції, начальник капітальних робіт горлівської шахти № 1 «Кочегарка».
У 1934—1937 роках — змінний інженер, начальник дільниці, помічник начальника шахти на будівництві метрополітену у місті Москві.
У 1937—1943 роках — на керівних посадах в «Головвугіллі» Народного комісаріату паливної промисловості СРСР. Працював заступником начальника виробничо-розпорядного відділу «Далекосхідного вугілля».
Член ВКП(б) з 1943 року.
У 1943—1948 роках — начальник комбінатів «Хабаровськвугілля», «Сахалінвугілля» РРФСР.
У 1948—1949 роках — начальник Головного управління по шахтному і житловому будівництву Міністерства вугільної промисловості східних районів СРСР.
У 1949—1950 роках — заступник начальника Головного управління по будівництву шахт в Донбасі («Головдонбасшахтобуду») Міністерства вугільної промисловості СРСР.
У 1950—1952 роках — заступник директора комбінату «Сталінвугілля» Сталінської області.
У 1952 — липні 1954 року — начальник комбінату «Сталіношахтобуд» Сталінської області.
З травня по липень 1954 року — член колегії і начальник Головного управління по будівництву в Сталінській області Міністерства вугільної промисловості Української РСР.
З липня по жовтень 1954 року — член колегії і заступник міністра вугільної промисловості Української РСР.
12 жовтня 1954 — 20 травня 1957 року — заступник голови Ради Міністрів Української РСР.
20 травня — 17 липня 1957 року — 1-й заступник голови Держплану УРСР. 17 липня 1957 — 17 квітня 1959 року — 1-й заступник голови Держплану Української РСР — міністр Української РСР.
17 квітня 1959 — 16 січня 1979 року — заступник голови Ради Міністрів Української РСР.
Одночасно 17 квітня 1959 — 9 березня 1963 року — голова Держплану Української РСР.
9 березня 1963 — 23 жовтня 1965 року — голова Української Ради народного господарства (Укрраднаргоспу).
У березні 1967 — 16 січня 1979 року — голова Держплану Української РСР.
Делегат з'їздів КПРС..
З січня 1979 року — на пенсії в місті Києві.
Діти: Людмила Петрівна, Галина Петрівна, Валерій Петрович.
Онуки: Ірина Валеріївна, Розенко Павло Валерійович, Катерина, Петро.

## Нагороди
- Герой Соціалістичної Праці (6.12.1977)
- чотири ордени Леніна (26.04.1957, 29.06.1966, 8.12.1973, 6.12.1977)
- орден Жовтневої Революції (24.05.1971)
- два ордени Трудового Червоного Прапора (14.04.1942, 28.08.1954)
- орден «Знак Пошани» (20.10.1943)
- медалі
- медаль «За трудову доблесть» (4.09.1948)
- медаль «За трудову відзнаку» (17.02.1939)[5]
- Почесна грамота Президії Верховної Ради Української РСР (3.12.1967)
- Заслужений працівник промисловості Української РСР (1976)